# Баитль
Баитль (авар. Ба́йикь) — село в Хунзахском районе Дагестана. Входит в состав сельского поселения Хунзахский сельсовет.

## Географическое положение
Расположено на реке Чондотль, в 2,5 км к западу от районного центра и центра сельского поселения — села Хунзах.

## Население
| 1888 | 1895 | 1926 | 1939 | 1970 | 1989 | 2002 |
| ---- | ---- | ---- | ---- | ---- | ---- | ---- |
| 165  | ↗176 | ↘144 | ↗203 | ↘163 | ↘105 | ↗178 |
| 2010 | 2021 |      |      |      |      |      |
| ↗203 | ↘189 |      |      |      |      |      |

По данным Всероссийской переписи населения 2010 года — моноэтничное аварское село.